# Hanskurt von Bremen
Hanskurt von Bremen (11 de Agosto de 1918 - ) foi um comandante de U-Boot que serviu na Kriegsmarine durante a Segunda Guerra Mundial.